# Colegiul de Industrie Alimentară „Elena Doamna”
Colegiul de Industrie Alimentară „Elena Doamna” este un liceu din localitatea Galați, situat pe Strada Domnească, numărul 169. Liceul poartă numele domniței Elena Doamna, o personalitate unică în istoria României, dar mai ales importantă în cea a Moldovei. 

### Istoric
Colegiul a fost înființat în anul 1966, numindu-se inițial Liceul Industrial pentru Industrie Alimentară. Numele instituției a trecut de-a lungul anilor prin mai multe schimbări purtând acela de „grup școlar” ca ulterior să se schimbe în „colegiu” în anul 2008.
În prezent, liceul oferă un plan de școlarizare cu două profiluri, prima fiind Turism și Alimentație și a doua Industrie Alimentară. Principalele calificări sunt următoarele : tehnician în analize de produse alimentare, tehnician în prelucrarea produselor de origine animală, tehnician în industria alimentară fermentativă și în prelucrarea legumelor și fructelor, tehnician în produse făinoase, tehnician în industria alimentară, tehnician în gastronomie. 
Din 2015, colegiul dispune de un Centru de Documentare și de Informare care oferă nu numai elevilor, ci și profesorilor un spație de formare și învățare, precum și un laborator de experimentare dotat cu tehnologie modernă și alcătuită din calculatoare, cameră video, laptopuri, televizor, suport televizor și multe altele.
În septembrie 2022, elevii au înființat un club de robotică prin intermediul proiectului ROBOTON.